# Юркова Воля
Юркова Воля (словац. Jurkova Voľa) — село в Словаччині, Свидницькому окрузі Пряшівського краю. Розташоване в північно-східній частині Словаччини, в Низьких Бескидах, у долині потока Русинець, притоки Ондави. 
Уперше згадується у 1600 році.

## Пам'ятки
У селі є парафіяльна греко-католицька церква Різдва Пресвятої Богородиці з 1874 року в стилі необароко. Перебудована у 1952 році. З 1988 року національна культурна пам'ятка.

## Населення
| Рік:            | 1993 | 2003     | 2013     | 2023    |
| --------------- | ---- | -------- | -------- | ------- |
| Кількість осіб: | 90   | 75       | 85       | 79      |
| Різниця:        |      | -16,66 % | +13,33 % | -7,05 % |

| Рік:            | 2022 | 2023    |
| --------------- | ---- | ------- |
| Кількість осіб: | 80   | 79      |
| Різниця:        |      | -1,25 % |

В селі проживає 72 осіб.
Національний склад населення (за даними останнього перепису населення — 2001 року):
- словаки — 48,81%
- русини — 40,48%
- українці — 9,52%
- чехи — 1,19%

Склад населення за приналежністю до релігії станом на 2001 рік:
- греко-католики — 89,29%,
- православні — 7,14%,
- римо-католики — 1,19%,
- не вважають себе віруючими або не належать до жодної вищезгаданої церкви- 1,19 %

| Словаччина | Це незавершена стаття з географії Словаччини. Ви можете допомогти проєкту, виправивши або дописавши її. |

1. ↑  Ця сторінка має Властивість Вікіданих P910: категорія за темою сторінки із значенням "Category:Jurkova Voľa", але не має назви українською мовою, яку треба додати за посиланням d:Special:SetLabelDescriptionAliases/Q8979131/uk.
Докладніше: Вікіпедія:Проєкт:Вікідані; Вікіпедія:Категоризація.
2. ↑  Hustota obyvateľstva - obce [om7014rr_obc=AREAS_SK, v_om7014rr_ukaz=Rozloha (Štvorcový meter)]. Statistical Office of the Slovak Republic. 28 березня 2024. Процитовано 8 лютого 2025.
3. ↑  Počet obyvateľov podľa pohlavia - obce (ročne) [om7101rr_obce=AREAS_SK]. Statistical Office of the Slovak Republic. 28 березня 2024. Процитовано 8 лютого 2025.
4. ↑  Останні вибори до органів місцевого врядування Словаччини відбулися 11 листопада 2018 року. Дані про голову місцевого уряду можуть бути неактуальними.
5. ↑  Jurkova Voľa. ŠÚ SR: sodbtn.sk (словац.). // детальні статистичні дані
6. 1 2  Počet obyvateľov podľa pohlavia - obce (ročne) [om7101rr_obce=AREAS_SK]. Statistical Office of the Slovak Republic. 28 березня 2024. Процитовано 8 лютого 2025.